# 雪鯨橋

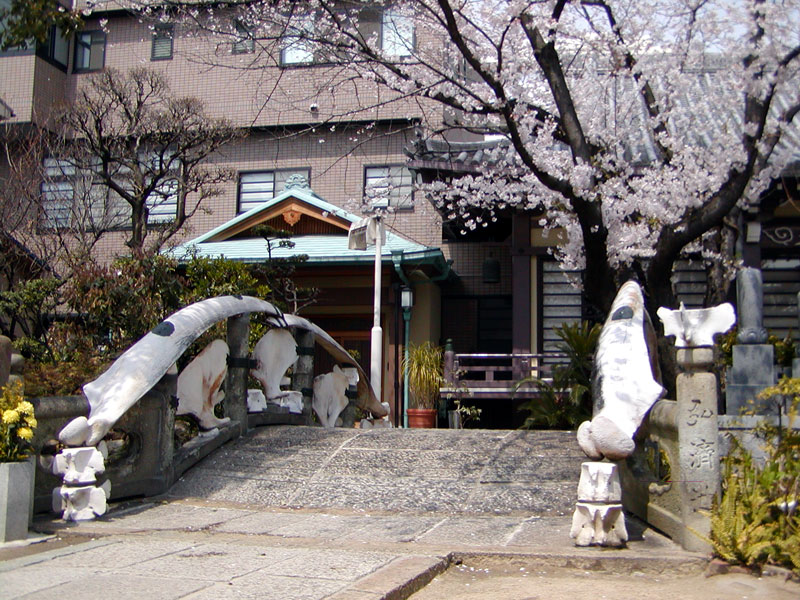
雪鯨橋

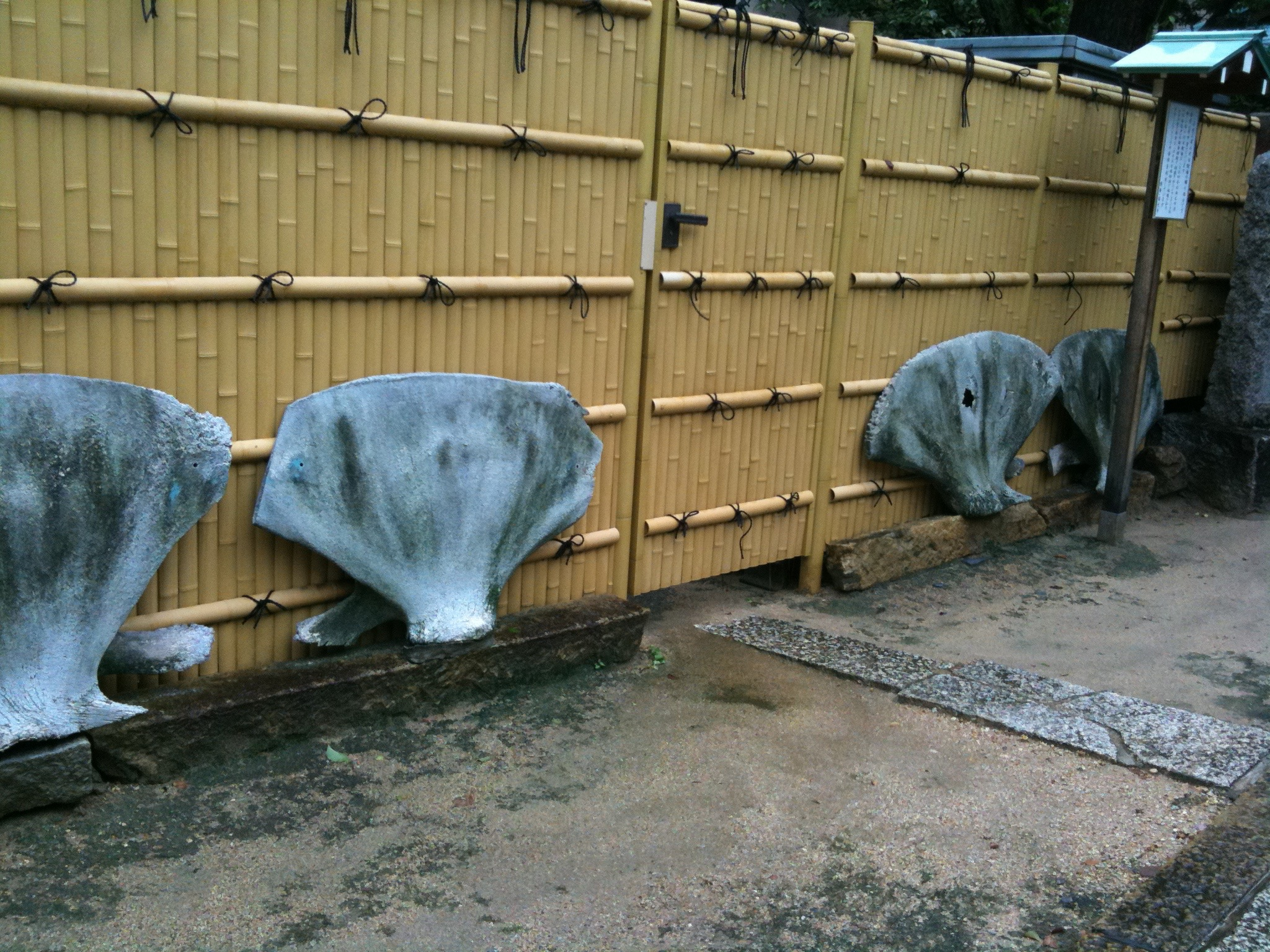
瑞光寺の境内にある鯨の骨

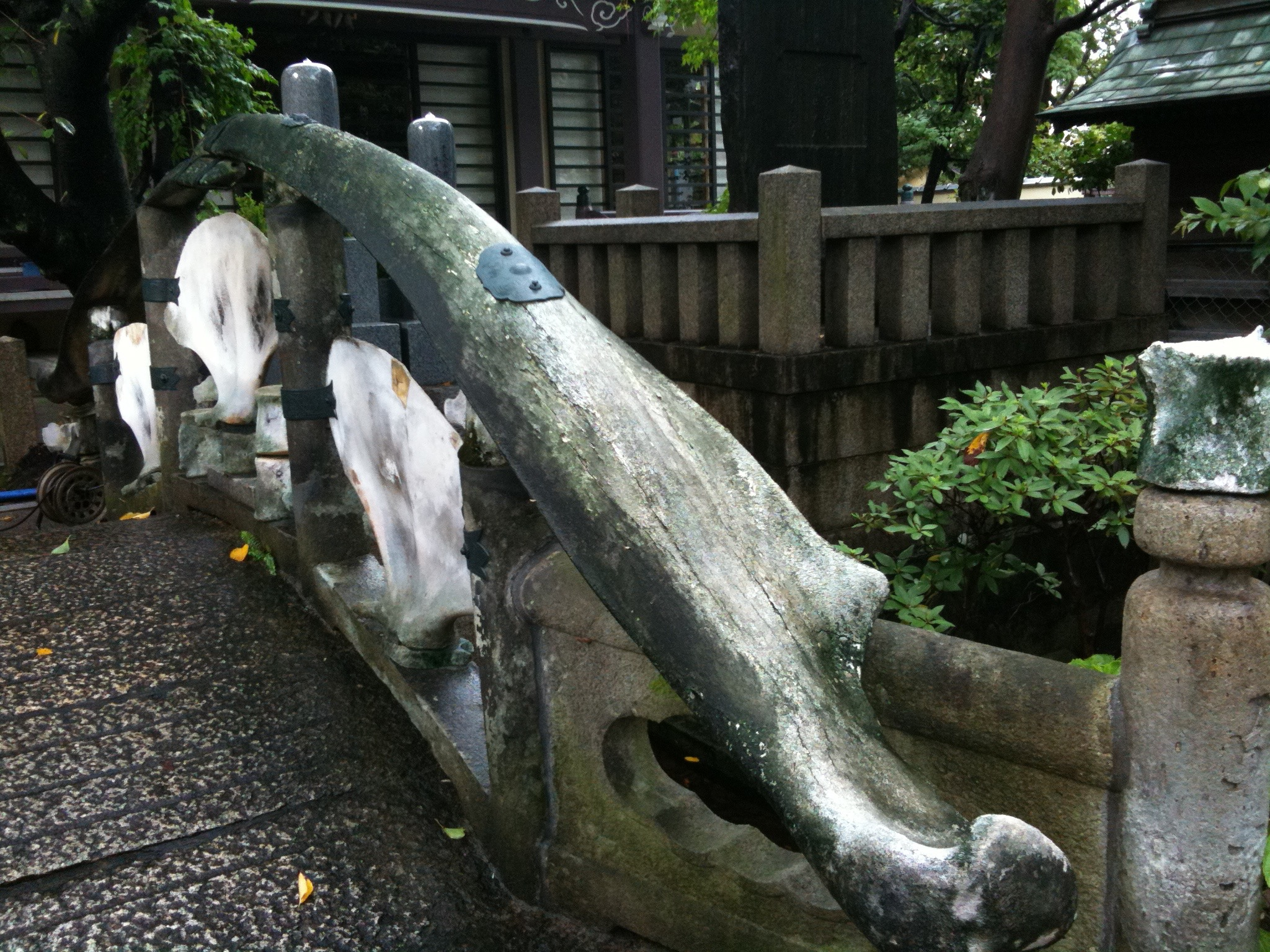
瑞光寺、鯨橋の写真

雪鯨橋（せつげいきょう）は、大阪府大阪市東淀川区の瑞光2丁目にある瑞光寺境内の弘済池に架かる橋である。地元では「くじら橋」とも呼ばれる。

## 概要
長さは約6m、幅は約3mの橋である。欄干はクジラの骨で造られている。クジラの骨を使用して架けられている橋は日本でもここだけといわれ、また世界でも例を見ない珍しいものとなっている。最初の橋は18世紀半ばに架けられた。古くは橋の全ての部分にクジラの骨が使用されていたといわれるが、天明（1780年代）の頃からは橋板は石造となったと伝えられている。
橋は老朽化に伴って何度か架け直されたが、1945年（昭和20年）に太平洋戦争の戦災によって焼失した。その後29年間橋は途絶えていたが、1974年（昭和49年）に捕鯨地で橋ゆかりの地でもある和歌山県東牟婁郡太地町の協力を得て橋を復興した。橋はその後、老朽化に伴い2006年（平成18年）11月に架け直された。
橋は浪速の名橋50選に選定されている。また日本百名橋の番外にも選定されている。

## 橋の由来
1756年（宝暦6年）に瑞光寺4代目住職・潭住知忍（たんじゅうちにん）が、南紀太地浦（現在の和歌山県太地町）に行脚した。太地の村人は捕鯨で生計を立てていたが、折からの不漁のために食べるものにも困っている状況だった。村の代表者が潭住に豊漁祈願を依頼したものの、潭住は「殺生は仏教の教えに背く」として一度は断った。しかし村人の困っている様子を見て豊漁祈願に応じることにした。
潭住が祈願を始めたところ豊漁となり、村の危機は解決した。後日、村人は瑞光寺を訪問し、お礼として黄金30両とクジラの骨18本を寄進した。潭住がクジラの供養のために、クジラの骨を使って橋を造ったことが、雪鯨橋の始まりとなった。

## 備考
- 東淀川区役所は区内に伝わる民話を絵本にする事業を行っている。その一環として、雪鯨橋を題材にした絵本『瑞光寺のくじら橋』（三善貞司制作指導・東淀川区役所編 ISBN 4-9901231-1-5）を2003年（平成15年）3月に発行している。
- 近年では雨風の影響により、欄干の一部が崩れている。

## 所在地
- 〒533-0005：大阪府大阪市東淀川区瑞光2丁目2番2号 天然山瑞光寺境内

## 交通
- 大阪シティバス 瑞光2丁目バス停すぐ
- 京阪バス守口上新庄線 9A 瑞光2丁目バス停すぐ
- 阪急京都線 上新庄駅 東へ約500m
- 大阪市高速電気軌道今里筋線 瑞光四丁目駅 南西へ約700m
- 大阪市高速電気軌道今里筋線 だいどう豊里駅 北西へ約1km